# Долани
Дола́ни (уйг. dolanlar, доланлар) — субетнічна група (етнографічна група) уйгурів. За походженням, насамперед, нащадки монгольських племен, які осіли у Східному Туркестані за часів Чингісхана, однак деякі дослідники пропонують й інші версії походження доланів Поділяються на сім родів — «йәттә уруқ» (монг. долоо — сім).
Мешкають в областях (префектурах) Аксу, Кашгар, повіті Яркенд Сіньцзян-Уйгурського автономного району КНР. Загальна кількість приблизно 100 тис. осіб. Зайняті переважно у сільському господарстві. В основному належать до змішаного південносибірського (туранського) антропологічного типу, поширені також монголоїдні групи.
Відомі як талановиті музичні виконавці. Знаний представник доланів — Аркін Абдулла, популярний у Китаї естрадний співак.